# Friedrich I. von Schwarzenburg
Friedrich von Schwarzenburg (* um 1075/1078; † 25. Oktober 1131 auf Burg Wolkenburg) war von 1100 bis 1131 als Friedrich I. Erzbischof von Köln.

## Leben
Friedrich stammte von der Schwarzenburg bei Rötz im damaligen Nordgau (heute Oberpfalz). Franz Tyroller sieht in ihm einen Sohn des  Berthold I. von Schwarzenburg und dessen Frau Richgardis von Spanheim-Istrien. Zweifelsfrei belegt ist aber weder seine Mutter, noch der Vorname seines Vaters.
Friedrich studierte in Bamberg und Frankreich. Bevor er am 6. Januar 1100 von Kaiser Heinrich IV. zum Erzbischof von Köln erhoben wurde, war er Kanoniker in Bamberg und Speyer. Ebenfalls im Jahr 1100 wurde auf seine Anweisung mit dem Bau der Burg Volmarstein begonnen.
Im Jahr 1102 kaufte der Erzbischof aus dem Besitz der Grafen von Werl die Orte Hachen (bei Sundern) und Werl. Außerdem wurde Graf Friedrich von Arnsberg nach der Eroberung der Stadt Arnsberg gezwungen, auf die Hälfte seiner Grafschaft zu Gunsten Kölns zu verzichten. Friedrich vermehrte damit den Einfluss Kölns in Westfalen beträchtlich.
1106 wechselte er in der Auseinandersetzung zwischen dem Kaiser und dessen Sohn auf die Seite König Heinrichs V., was zu einem Konflikt mit Rom führte. Am 25. Juli 1110 krönte Erzbischof Friedrich I. in Mainz Mathilde, die Braut von König Heinrich V., dem er 1111 beim Italienzug zur Kaiserkrönung folgte. Er wandte sich jedoch später von Heinrich V. ab und besiegte ihn 1114 in einer Schlacht bei Andernach. Der Hl. Norbert von Xanten erhielt in jungen Jahren seine Ausbildung bei Friedrich I. und wurde von ihm ca. 1115 in Köln zum Priester geweiht. Norbert gründete dann später den Prämonstratenserorden. Friedrich sicherte den Süden des Erzstifts Köln durch den Bau mehrerer Befestigungen. 1118 errichtete er die Burg Wolkenburg auf einer Bergkuppe des Siebengebirges sowie 1122 die Burg Rolandseck auf der gegenüberliegenden Rheinseite. Auch der Bau der Burg Drachenfels wird ihm zugeschrieben.
1122 war er an der Abfassung des Wormser Konkordats als Ratgeber sowie Erzkanzler für Reichsitalien beteiligt und ist dort in der Zeugenliste der Urkunde aufgeführt, die Heinrich V. den päpstlichen Legaten übergab. Im gleichen Jahr vermittelte er die Ehe seiner Nichte Margareta von Schwarzenburg mit dem Grafen Adolf von Saffenberg. Am 24. August 1125 stimmte er bei der Königswahl gegen Friedrich von Schwaben für Lothar von Supplinburg, nachdem er zuerst Karl von Flandern die Krone angeboten hatte. Am 13. September 1125 krönte er Lothar in Aachen zum  römisch-deutschen König Lothar III.
Friedrich starb am 25. Oktober 1131 auf der von ihm erbauten Wolkenburg und wurde am 9. Dezember in der Abtei Siegburg beigesetzt, in der auch zwei seiner Brüder ruhen. Bei Ausgrabungen in der Abteikirche nach dem Zweiten Weltkrieg wurden 18 Gräber aus der Zeit vor dem barocken Umbau gefunden, das Grab von Erzbischof Friedrich I. wurde bis heute nicht entdeckt. In der Kölner Dombibliothek befindet sich eine wertvolle, im Auftrag von Erzbischof Friedrich um 1130 gefertigte Handschrift, das sog. Friedrich-Lektionar. Auf dem prächtigen farbigen Titelbild thronen Jesus und der Erzbischof, über dem auf einem Bogen "DOMNUS FRIDERICUS COLONIENSIS ARCHIEPISCOPUS" steht.